# Life Begins
Life Begins is een Engelse dramaserie die op de Engelse tv wordt uitgezonden van 2004 tot heden.

## Cast
| Acteur                 | Personage        |
| ---------------------- | ---------------- |
| Caroline Quentin       | Maggie Mee       |
| Elliot Henderson-Boyle | James Mee        |
| Ace Ryan               | Becca Mee        |
| Alexander Armstrong    | Phil Mee         |
| Anne Reid              | Brenda Thornhill |
| Claire Skinner         | Clare            |
| Frank Finlay           | Eric Thornhill   |
| Stuart McQuarrie       | Guy              |
| Chloe Howman           | Helen            |
| Paul Thornley          | Jeff             |
| Ellie Haddington       | Kathleen         |
| Danny Webb             | Paul             |
| Sarah Ozeke            | Karen            |
| Abby Ford              | Samantha         |
| Michelle Holmes        | Genevieve        |
| Beans El-Balawi        | Freddie          |
| Finlay Robertson       | Kevin            |
| Roy Dotrice            | Frank Buchanan   |
| Naomi Allisstone       | Anna             |
| Alan Williams          | George           |